# Homoneura hemixantha
Homoneura hemixantha är en tvåvingeart som beskrevs av Mario Bezzi 1928. Homoneura hemixantha ingår i släktet Homoneura och familjen lövflugor.
Artens utbredningsområde är Fiji. Inga underarter finns listade i Catalogue of Life.